# 海恩斯冰川
75°25′S 109°30′W / 75.417°S 109.500°W
海恩斯冰川（英語：Haynes Glacier）是南極洲的冰川，位於瑪麗伯德地，處於墨菲火山以東，根據美國地質調查局的測量和美國海軍的空中照片被繪入地圖。